# با من برقص (ترانه)
«با من برقص» (به اسپانیایی: Baila Conmigo) ترانه‌ای از خواننده آمریکایی جنیفر لوپز است. ترانه با الهام از ترانه‌ای به همین نام توسط سازندگان کلمبیایی Dayvi y Víctor Cárdenas تولید شده‌است. این ترانه نخستین تک آهنگ اسپانیایی زبان لوپز بعد از همکاری با بد بانی به‌نام «دوست داری» در سال ۲۰۱۸ است؛ و یک رقص پر انرژی با تأثیرات سنگین از موسیقی لاتین است.

## اجرای زنده
لوپز «با من برقص» را برای اولین بار در آی‌هارت رادیو لاتین در تاریخ ۲ نوامبر ۲۰۱۹ اجرا کرد.